# Piłka nożna w Anglii (1896/1897)
Sezon 1896/1897 był 26. w historii angielskiej piłki nożnej.

## Zwycięzcy poszczególnych rozgrywek klubowych w Anglii
| Rozgrywka       | Zwycięzca    |
| --------------- | ------------ |
| First Division  | Aston Villa  |
| Second Division | Notts County |
| FA Cup          | Aston Villa  |

## Rozgrywki ligowe

### First Division
|    |                         | M  | Z  | R  | P  | B+ | B- | RB    | Pkt |
| -- | ----------------------- | -- | -- | -- | -- | -- | -- | ----- | --- |
| 1  | Aston Villa             | 30 | 21 | 5  | 4  | 73 | 38 | 1.921 | 47  |
| 2  | Sheffield United        | 30 | 13 | 10 | 7  | 42 | 29 | 1.448 | 36  |
| 3  | Derby County            | 30 | 16 | 4  | 10 | 70 | 50 | 1.400 | 36  |
| 4  | Preston North End       | 30 | 11 | 12 | 7  | 55 | 40 | 1.375 | 34  |
| 5  | Liverpool               | 30 | 12 | 9  | 9  | 46 | 38 | 1.211 | 33  |
| 6  | Sheffield Wednesday     | 30 | 10 | 11 | 9  | 42 | 37 | 1.135 | 31  |
| 7  | Everton                 | 30 | 14 | 3  | 13 | 62 | 57 | 1.088 | 31  |
| 8  | Bolton Wanderers        | 30 | 12 | 6  | 12 | 40 | 43 | 0.930 | 30  |
| 9  | Bury                    | 30 | 10 | 10 | 10 | 39 | 44 | 0.886 | 30  |
| 10 | Wolverhampton Wanderers | 30 | 11 | 6  | 13 | 45 | 41 | 1.098 | 28  |
| 11 | Nottingham Forest       | 30 | 9  | 8  | 13 | 44 | 49 | 0.898 | 26  |
| 12 | West Bromwich Albion    | 30 | 10 | 6  | 14 | 33 | 56 | 0.589 | 26  |
| 13 | Stoke City              | 30 | 11 | 3  | 16 | 48 | 59 | 0.814 | 25  |
| 14 | Blackburn Rovers        | 30 | 11 | 3  | 16 | 35 | 62 | 0.565 | 25  |
| 15 | Sunderland              | 30 | 7  | 9  | 14 | 34 | 47 | 0.723 | 23  |
| 16 | Burnley                 | 30 | 6  | 7  | 17 | 43 | 61 | 0.705 | 19  |

### Second Division
|    |                      | M  | Z  | R | P  | B+ | B- | RB    | Pkt |
| -- | -------------------- | -- | -- | - | -- | -- | -- | ----- | --- |
| 1  | Notts County         | 30 | 19 | 4 | 7  | 92 | 43 | 2.140 | 42  |
| 2  | Manchester United    | 30 | 17 | 5 | 8  | 56 | 34 | 1.647 | 39  |
| 3  | Grimsby Town         | 30 | 17 | 4 | 9  | 66 | 45 | 1.467 | 38  |
| 4  | Birmingham City      | 30 | 16 | 5 | 9  | 69 | 47 | 1.468 | 37  |
| 5  | Newcastle United     | 30 | 17 | 1 | 12 | 56 | 52 | 1.077 | 35  |
| 6  | Manchester City      | 30 | 12 | 8 | 10 | 58 | 50 | 1.160 | 32  |
| 7  | Gainsborough Trinity | 30 | 12 | 7 | 11 | 50 | 47 | 1.064 | 31  |
| 8  | Blackpool            | 30 | 13 | 5 | 12 | 59 | 56 | 1.054 | 31  |
| 9  | Leicester City       | 30 | 13 | 4 | 13 | 59 | 56 | 1.054 | 30  |
| 10 | Woolwich Arsenal     | 30 | 13 | 4 | 13 | 68 | 70 | 0.971 | 30  |
| 11 | Darwen               | 30 | 14 | 0 | 16 | 67 | 61 | 1.098 | 28  |
| 12 | Walsall              | 30 | 11 | 4 | 15 | 53 | 69 | 0.768 | 26  |
| 13 | Loughborough         | 30 | 12 | 1 | 17 | 50 | 64 | 0.781 | 25  |
| 14 | Burton Swifts        | 30 | 9  | 6 | 15 | 46 | 61 | 0.754 | 24  |
| 15 | Burton Wanderers     | 30 | 9  | 2 | 19 | 31 | 67 | 0.463 | 20  |
| 16 | Lincoln City         | 30 | 5  | 2 | 23 | 27 | 85 | 0.318 | 12  |

M = rozegrane mecze; Z = zwycięstwa; R = remisy; P = porażki; B+ = bramki zdobyte; B- = bramki stracone; RB = stosunek bramek zdobytych do bramek straconych; Pkt = punkty